# Хан, Махмуд
Махмуд Хан (англ. Mahmood Khan; род. 30 октября 1972, Матта, Северо-Западная пограничная провинция) — государственный и политический деятель Пакистана. Является действующим главным министром Хайбер-Пахтунхвы. Был членом Провинциальной ассамблеи Хайбер-Пахтунхвы с 13 августа 2018 года, а также ранее с мая 2013 года по май 2018 года. Во время первого пребывания на посту члена Провинциальной ассамблеи Хайбер-Пахтунхвы занимал разные министерские должности в правительстве главного министра Первеза Хаттака.

## Биография
Родился 30 октября 1972 года в Матте, Сват. Получил начальное образование в государственной школе Матта, затем обучался в средней школе и колледже в Пешаваре. Имеет степень магистра наук в области сельского хозяйства, которую получил в Пешаварском университете. Согласно некоторым источникам, получил степень магистра в Университете сельского хозяйства в Пешаваре.
Согласно публикациям «The Express Tribune» и «Dawn», Махмуд Хан был избран союзным советом — назимом Харераи в техсиле Матта в 2005 году. Согласно другой статье «Dawn» — он был избран на эту должность в 2008 году, а согласно ещё одной статье «The Express Tribune» — с 2007 по 2012 год занимал должность в союзном совете — назима в Харераи. В 2012 году покинул Пакистанскую народную партию и присоединился к Движению за справедливость.
В 2013 году был избран в Провинциальную ассамблею Хайбер-Пахтунхвы как кандидат Движения за справедливость от округа «PK-84 Сват-V» на парламентских выборах в Пакистане. Получил 11 071 голос и победил кандидата от Национальной партии Авами. В июне 2013 года стал работать в правительстве главного министра провинции Хайбер-Пахтунхва Первеза Хаттака и назначен министром по делам спорта, культуры, туризма и музеев.
В апреле 2014 года попал в общенациональные новости, когда общественный деятель Шакил Вахидулла подал на него заявление в Высокий суд Пешавара, обвиняя в коррупции в размере 1,8 миллиона рупий во время его пребывания на посту министра спорта, культуры, туризма и музеев провинции. После чего правительство Хайбер-Пахтунхвы провело расследование по факту этого заявления. Дознаватель отметил, что Махмуд Хан не имел никакого отношения к заявленным фактам. Было отмечено, что 1,8 миллиона рупий были переведены из Управления спорта на личный банковский счет Махмуда Хана по его распоряжению. Махмуд Хан признал этот факт, но объяснил, что это произошло из-за недоразумения. Хотя в ходе следственных действий было установлено, что Махмуд Хан не имеет отношения к этому факту, так как ведение финансовых дел находилось в ведении главного бухгалтера и его сотрудников. Был исключен из кабинета министров и уволен с должности по решению Высокого суда Пешавара вместе с отстранением ещё трёх старших сотрудников спортивного департамента.
В июле 2014 года повторно был назначен в правительство главного министра Первеза Хаттакаm где стал министром ирригации, где продолжал работать до октября 2014 года. В январе 2016 года был назначен министром провинции Хайбер-Пахтунхва по внутренним и племенным делам в кабинете главного министра Первеза Хаттака. В феврале 2016 года стал министром спорта, культуры, археологии, музеев и по делам молодежи, где продолжал работать до роспуска Провинциальной ассамблеи 29 мая 2018 года, после завершения пятилетнего срока работы правительства.
В 2018 был переизбран в Провинциальную ассамблею Хайбер-Пахтунхвы в качестве кандидата Движения за справедливость от округа «PK-9 Сват-VIII» на парламентских выборах в Пакистане. Получил 25 630 голосов и победил Мухаммада Айюб Хана, кандидата от Национальной партии Авами. Движение за справедливость получила большинство в две трети голосов на всеобщих выборах в Провинциальную ассамблею Хайбер-Пахтунхва. После успешного избрания Первез Хаттак рекомендовал Махмуд Хан на пост главного министра Хайбер-Пахтунхвы. В августе 2018 года Движение за справедливость официально назначило его на эту должность. Как сообщается, премьер-министр Пакистана Имран Хан предпочел кандидатуру Атифа Хана на пост главного министра Хайбер-Пахтунхвы, однако ему пришлось выбрать Махмуда Хана из-за сильной политической поддержки Первеза Хаттака. Было отмечено, что его назначение на должность главного министра Хайбер-Пахтунхва было политическим, а не по заслугам, и что конфликт между Атифом Ханом и Первезом Хаттаком проложила ему путь к тому, чтобы стать кандидатом от Движения за справедливость на пост главного министра. Махмуд Хан стал первым представителем Малаканда, выдвинутым на должность главного министра Хайбер-Пахтунхвы.
16 августа 2018 года был избран главным министром Хайбер-Пахтунхвы: имеет 77 голосов против своего оппонента Миана Нисара Гуля, который получил 33 голоса. На следующий день принёс присягу в качестве главного министра Хайбер-Пахтунхвы.
После вступления в должность главного министра Махмуд Хан провёл консультации с Имраном Ханом и сформировал кабинет из 11 членов, который был приведен к присяге 29 августа 2018 года. Вторая часть его кабинета, состоящая из двух советников и двух специальных помощников, была приведена к присяге 13 сентября 2018 года, увеличив размер кабинета до 15.
По состоянию на август 2018 года Махмуд Хан заявлял, что владеет 89 каналами сельскохозяйственных земель и 150 магазинами в Матта-Базааре в Свате на сумму 2,516 млрд рупий.

## Примечание
1. 1 2  Profile. www.pakp.gov.pk. KP Assembly. Дата обращения: 15 января 2018. Архивировано 7 июня 2017 года.
2. 1 2 3  Tong, Mui-fan (8 августа 2018). PTI chief nominates ex-sports minister Mehmood Khan for K-P CM post | The Express Tribune. The Express Tribune. Архивировано 13 августа 2018. Дата обращения: 8 августа 2018.
3. 1 2  KP CM issue: Khattak, Atif indulge in verbal duel, Mahmood leads race. Dunya News. 6 августа 2018. Архивировано 24 апреля 2019. Дата обращения: 8 августа 2018.
4. 1 2 3 4 5  Ashfaq, Mohammad (9 августа 2018). Billionaire from Swat named KP chief minister. DAWN.COM. Архивировано 11 декабря 2018. Дата обращения: 9 августа 2018.
5. 1 2 3  Posts of power: Provincial cabinet offers diverse blend - The Express Tribune. The Express Tribune. 14 июня 2013. Архивировано 24 июня 2018. Дата обращения: 29 апреля 2018.
6. 1 2 3  Hayat, Arif (8 августа 2018). Imran Khan chooses Swat's Mahmood Khan as KP CM nominee. DAWN.COM. Архивировано 3 августа 2019. Дата обращения: 8 августа 2018.
7. 1 2  Mehmood Khan to take oath as CM Khyber Pakhtunwa today - Daily Times. Daily Times. 17 августа 2018. Архивировано 20 августа 2018. Дата обращения: 17 августа 2018.
8. ↑  PTI's Mehmood Khan becomes KP CM. Dunya News. 16 августа 2018. Архивировано 18 апреля 2019. Дата обращения: 17 августа 2018.
9. ↑  KP CM issue: Khattak, Atif indulge in verbal duel, Mahmood leads race. Dunya News. 8 августа 2018. Архивировано 24 апреля 2019. Дата обращения: 8 августа 2018.
10. ↑  Report, Dawn (13 мая 2013). PTI gets thumping victory in Swat valley. DAWN.COM. Архивировано 15 января 2018. Дата обращения: 15 января 2018.
11. ↑  2013 election result. ECP. Дата обращения: 29 апреля 2018. Архивировано из оригинала 1 февраля 2018 года.
12. ↑  Portfolios of KP ministers announced. www.pakistantoday.com.pk. Архивировано 25 июня 2018. Дата обращения: 29 апреля 2018.
13. 1 2  Corruption charges: Petition at high court seeks suspension of sports minister - The Express Tribune. The Express Tribune. 18 апреля 2014. Архивировано 25 июня 2018. Дата обращения: 29 апреля 2018.
14. ↑  CSecretary Sports exonerated of funds transfer charges. The News. 8 февраля 2015. Архивировано 7 октября 2020. Дата обращения: 2 октября 2020.
15. ↑  Report, Bureau (9 февраля 2015). Ex-sports secretary exonerated of charges. DAWN.COM. Архивировано 9 октября 2020. Дата обращения: 8 августа 2018. {{cite news}}: |first1= имеет универсальное имя (справка)
16. ↑  Ali, Zulfiqar (8 апреля 2014). KP minister transfers discretionary funds to personal account. DAWN.COM. Архивировано 10 октября 2020. Дата обращения: 8 августа 2018.
17. 1 2  Heavy is the head: Filled after 41 years, home minister's post vacated - The Express Tribune. The Express Tribune. 19 февраля 2016. Архивировано 26 августа 2018. Дата обращения: 29 апреля 2018.
18. 1 2  Imran nominates Mehmood Khan for KP chief minister. Geo News. 8 августа 2018. Архивировано 7 октября 2020. Дата обращения: 8 августа 2018.
19. ↑  Report, Bureau (12 апреля 2014). Three suspended for transferring funds to minister's account. DAWN.COM. Архивировано 7 октября 2020. Дата обращения: 8 августа 2018. {{cite news}}: |first1= имеет универсальное имя (справка)
20. ↑  Additional responsibilities: Education Minister Atif Khan assigned energy portfolio - The Express Tribune. The Express Tribune. 1 июля 2014. Архивировано 8 августа 2018. Дата обращения: 29 апреля 2018.
21. ↑  Cabinet completed: Mehmood Khan takes helm of home, tribal affairs as minister - The Express Tribune. The Express Tribune. 20 января 2016. Архивировано 25 июня 2018. Дата обращения: 29 апреля 2018.
22. ↑  Report, Bureau (19 февраля 2016). Home minister shifted to sports, culture dept. DAWN.COM. Архивировано 4 декабря 2021. Дата обращения: 29 апреля 2018. {{cite news}}: |first1= имеет универсальное имя (справка)
23. ↑  Imran nominates ex-sports minister for KP CM's slot - Daily Times. Daily Times. 9 августа 2018. Архивировано 7 октября 2020. Дата обращения: 9 августа 2018.
24. ↑  Sindh, KP assemblies dissolve after completion of five-year term. Geo News. Архивировано 12 октября 2020. Дата обращения: 9 августа 2018.
25. ↑  Tehreek-e-Insaf wins all NA, PA seats from Swat. The Nation. 27 июля 2018. Архивировано 2 мая 2019. Дата обращения: 8 августа 2018.
26. ↑  PK-9 Result - Election Results 2018 - Swat 8 - PK-9 Candidates - PK-9 Constituency Details - thenews.com.pk. www.thenews.com.pk. Дата обращения: 8 августа 2018. Архивировано 7 октября 2020 года.
27. ↑  PTI eyes two-thirds majority in K-P Assembly. The Express Tribune. 27 июля 2018. Архивировано 13 октября 2018. Дата обращения: 8 августа 2018.
28. ↑  PTI nominates Mahmood Khan as KP CM. www.pakistantoday.com.pk. 8 августа 2018. Дата обращения: 8 августа 2018.
29. 1 2  A brand new. The News. 12 августа 2018. Архивировано 15 августа 2018. Дата обращения: 12 августа 2018.
30. ↑  Imran Khan nominates Mehmood Khan as new KP CM. The News. 8 августа 2018. Архивировано 8 октября 2020. Дата обращения: 8 августа 2018.
31. ↑  PTI's Mehmood Khan elected KP chief minister. www.pakistantoday.com.pk. 16 августа 2018. Дата обращения: 16 августа 2018.
32. ↑  PTI's Mehmood Khan elected KP CM. The News. 16 августа 2018. Архивировано 8 октября 2020. Дата обращения: 16 августа 2018.
33. ↑  11-member cabinet proposed by K-P CM | The Express Tribune. The Express Tribune. 20 августа 2018. Архивировано 16 октября 2020. Дата обращения: 14 сентября 2018.
34. ↑  Ashfaq, Mohammad (30 августа 2018). 11-member cabinet sworn in. DAWN.COM. Архивировано 10 октября 2020. Дата обращения: 14 сентября 2018.
35. ↑  K-P cabinet expanded by two advisers, two special assistants | The Express Tribune. The Express Tribune. 13 сентября 2018. Архивировано 1 июля 2020. Дата обращения: 14 сентября 2018.
36. ↑  K-P cabinet expands: Four advisors, special assistants inducted | The Express Tribune. The Express Tribune. 14 сентября 2018. Архивировано 16 октября 2020. Дата обращения: 14 сентября 2018.